# 自衛隊大規模接種センター

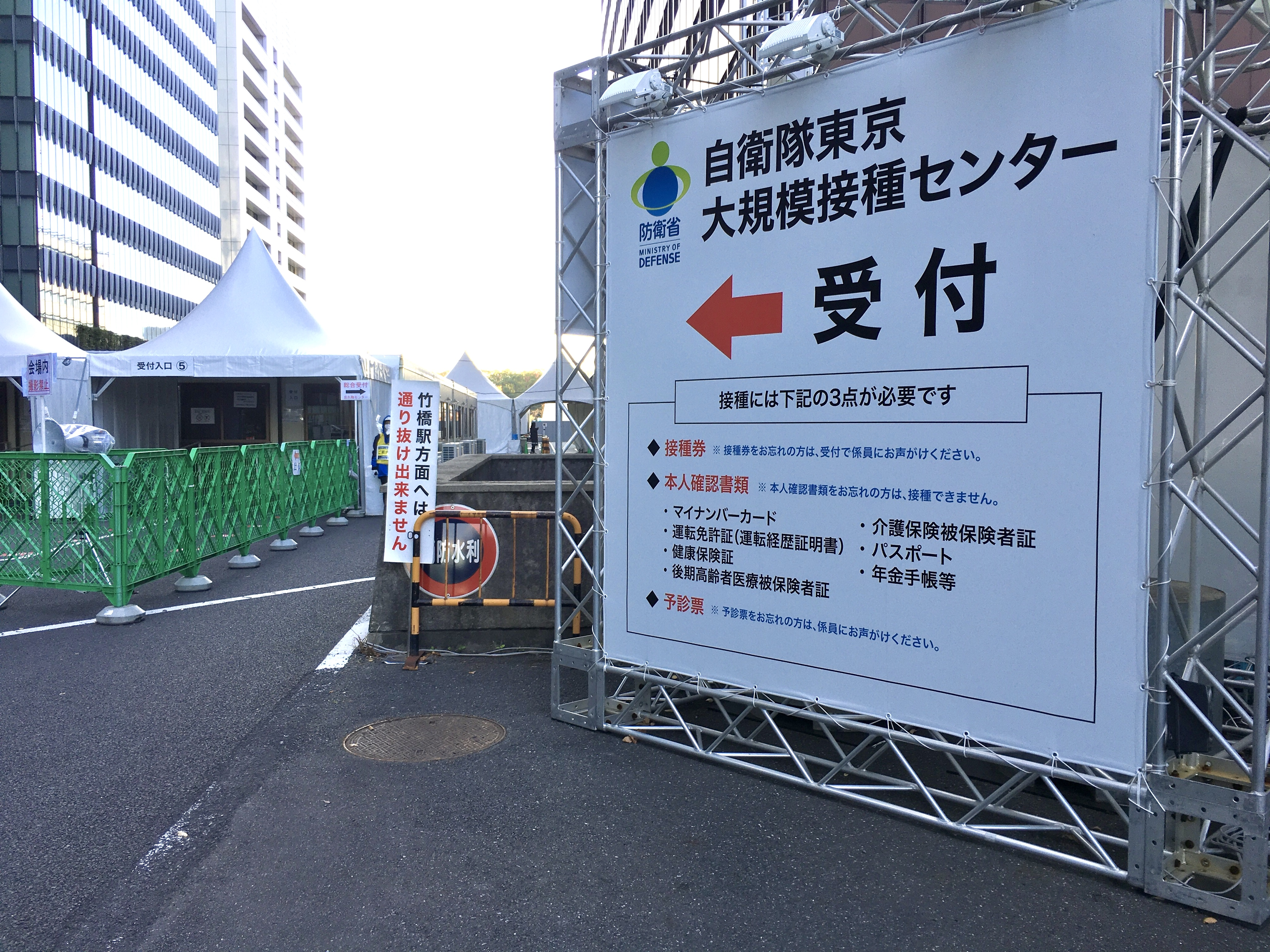
自衛隊東京大規模接種センター

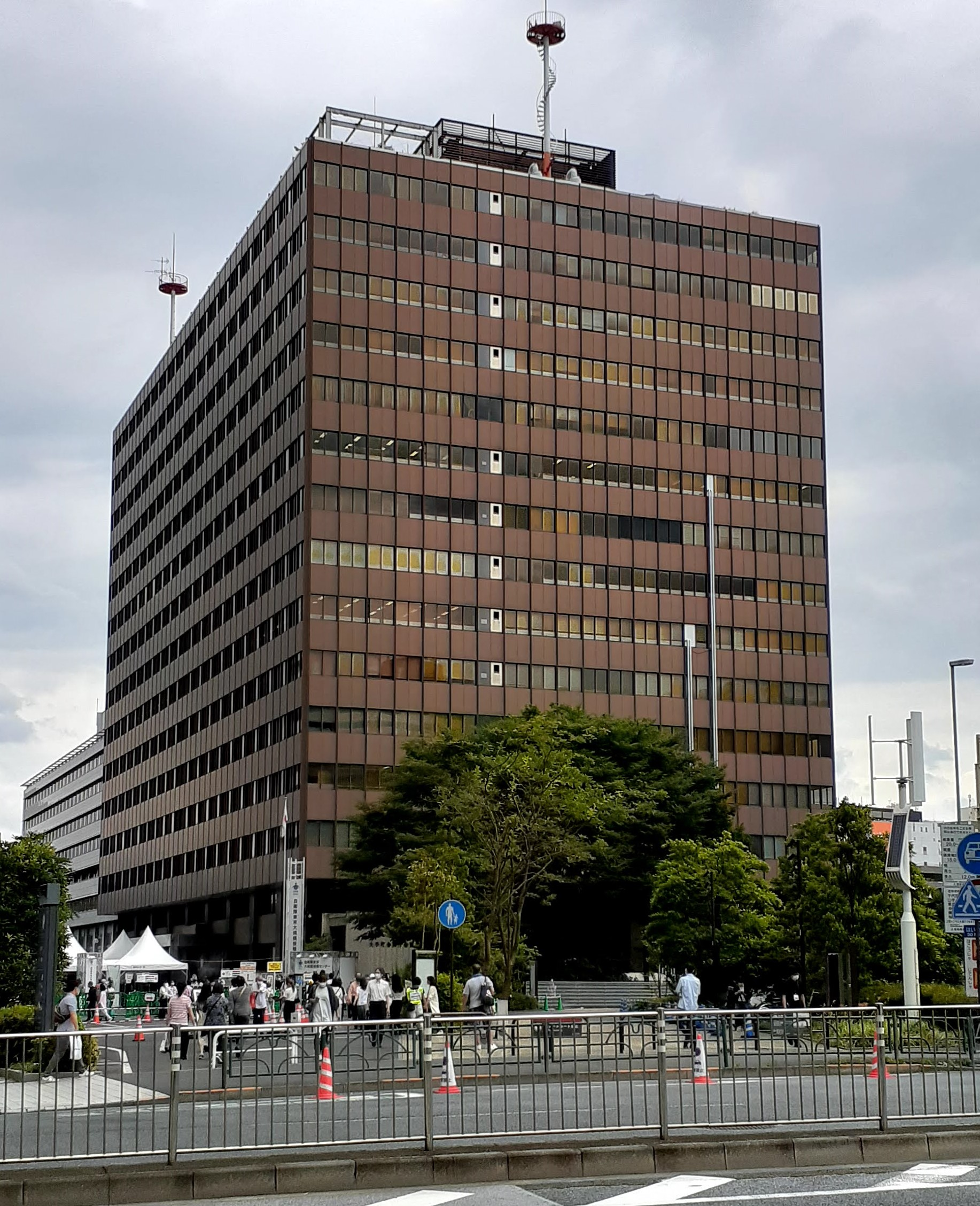
自衛隊東京大規模接種センター
（大手町合同庁舎3号館）

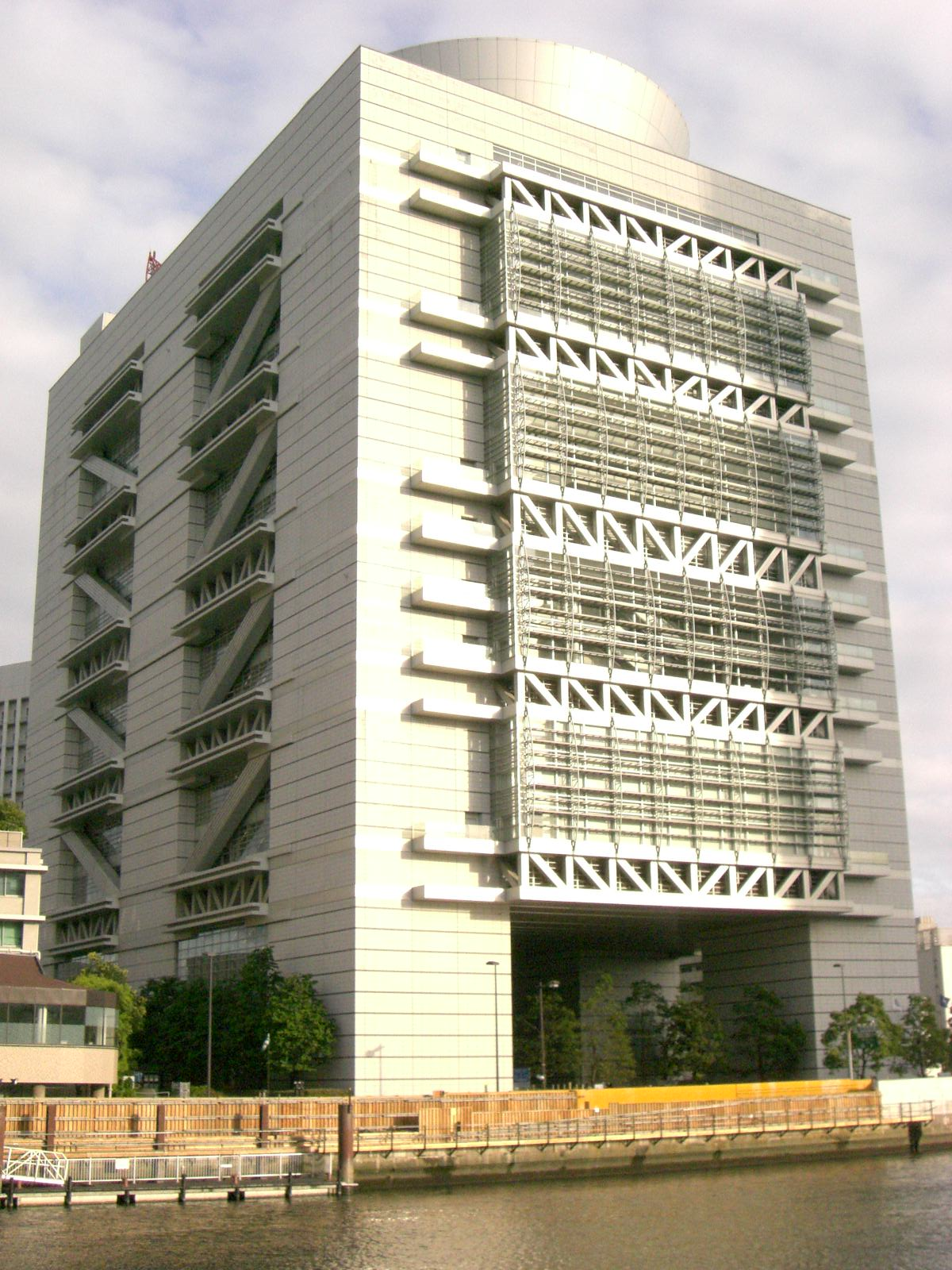
自衛隊大阪大規模接種センターが設置された大阪府立国際会議場

自衛隊大規模接種センター（じえいたいだいきぼせっしゅセンター）とは、日本国内での新型コロナウイルス（COVID-19）感染拡大に際し、2021年（令和3年）4月から同年11月30日まで東京都と大阪府に設置されていた臨時の新型コロナウイルスワクチン接種会場である。一時閉鎖後、2022年（令和4年）1月31日（大阪会場は同年2月7日）から2023年（令和5年）3月26日まで、自衛隊大規模接種会場として設置された。

## 概要
名称はそれぞれ自衛隊東京大規模接種センターと自衛隊大阪大規模接種センター。東京センターは大手町合同庁舎、大阪センターは大阪府立国際会議場（グランキューブ大阪）に設置された。予約受付は予約専用ウェブサイトもしくはLINE、電話からとなっている。2021年4月27日に菅義偉内閣総理大臣と岸信夫防衛大臣から出された指示に基づき、自衛隊が設置し、運営している。モデルナ製「COVID-19ワクチンモデルナ筋注」が接種に用いられる。当初、東京会場については、東京都をはじめ、埼玉県、千葉県、神奈川県の1都3県居住者のうち、大阪会場については大阪府、京都府、兵庫県の2府1県居住者のうち、「65歳以上」で自治体より送付された接種券を持つ人を接種予約の対象としていたが、徐々に拡大され、6月10日には対象地域を全国に、6月16日には対象年齢を「18歳以上」に、9月30日には「16歳以上」として予約受付を拡大する。また、電話予約も当初は受け付けていなかったが、6月26日から可能となった。
設置・運営期間は当初、「8月23日まで」だったが、7月21日、「9月25日頃まで」に延長され、9月2日、「11月30日まで」に延長された。1回目の接種は10月23日に終了し、10月24日以降は既に自衛隊大規模接種センターでモデルナ製ワクチンの1回目の接種を受けている人々を対象に2回目の接種のみを行う予定である。
2022年から2023年に行われた3回目接種では、「自衛隊大規模接種会場」とされた。18歳以上で2回目の接種から6か月以上経過した人を対象にモデルナ製ワクチンを使用する。

### 自衛隊東京大規模接種センター
東京都千代田区大手町の大手町合同庁舎3号館に設置。2021年5月17日午前11時予約受付開始。自衛隊から医官約50名、看護官等約130名が派遣され、民間からも看護師約110名が配置される。5月24日午前8時よりワクチン接種を開始した。

### 自衛隊大阪大規模接種センター
大阪府大阪市北区中之島、大阪府立国際会議場に設置。2021年5月17日午後1時予約受付開始。自衛隊から医官約30名、看護官等約70名が派遣され、民間からも看護師約90名が配置される。5月24日午前8時よりワクチン接種を開始した。

### 自衛隊東京大規模接種会場
2021年と同じ、大手町合同庁舎3号館に設置。

### 自衛隊大阪大規模接種会場
2021年と異なり、大阪府大阪市中央区久太郎町2-2-8の「八木ビル」に設置。
2月14日から北浜会場として中央区今橋1-3-3の「日経今橋ビル」が追加開設された。

## 交通アクセス
- 自衛隊東京大規模接種センター（大手町合同庁舎３号館）
  - 都営バス東43系統神田橋バス停徒歩4分[12]
  - JR神田駅西口徒歩15分[12]
  - 東京メトロ東西線竹橋駅4番・2番出口から徒歩2分[33]
  - 大手町駅C2b番出口から徒歩3分（出口に近い路線は東京メトロ千代田線・東京メトロ半蔵門線）[33]
  - 東京会場は東京駅から無料シャトルバスが運行される[33]。

- 自衛隊大阪大規模接種センター（大阪府立国際会議場）

- 自衛隊大阪大規模接種会場（堺筋本町会場・八木ビル）
  - 中央線・堺筋線　堺筋本町駅10番・7番出口から徒歩2 - 3分[34]
- 自衛隊大阪大規模接種会場（北浜会場・日経今橋ビル）
  - 京阪本線北浜駅30番出口から徒歩2 - 3分
  - 堺筋線北浜駅5番・4番エレベーターから徒歩3 - 4分[35]。